# Sone Aluko
Omatsone Folarin "Sone" Aluko, född 19 februari 1989, är en nigeriansk-engelsk före detta fotbollsspelare som är hjälptränare i Ipswich Town.

## Karriär
Aluko debuterade för Fulham den 5 augusti 2016 i en 1–0-vinst över Newcastle United.
Den 29 augusti 2017 värvades Aluko av Reading, där han skrev på ett fyraårskontrakt. Den 26 februari 2019 lånades Aluko ut till kinesiska Beijing Renhe på ett låneavtal över säsongen 2019.
Den 6 augusti 2021 gick Aluko på fri transfer till Ipswich Town, där han skrev på ett ettårskontrakt med option på ytterligare ett år. I april 2022 utnyttjades optionen och kontraktet förlängdes med ett år. I juni 2023 förlängde Aluko sitt kontrakt med ett år. I maj 2024 avslutade han sin fotbollskarriär.